# رونالد ماتاريتا
رونالد ألبرتو ماتاريتا أولات (بالإنجليزية: Rónald Alberto Matarrita Ulate) هو لاعب كرة قدم محترف كوستاريكي من مواليد 9 يوليو 1994، يلعب كظهير أيسر وجناح لنادي سينسيناتي كما يلعب لمنتخب كوستاريكا.

## الأهداف الدولية
هذه قائمة الأهداف الدولية لرونالد:
| رقم. | تاريخ          | مكان                                                | قبعة | الخصم            | نتيجة | نتيجة | منافسة                 |
| ---- | -------------- | --------------------------------------------------- | ---- | ---------------- | ----- | ----- | ---------------------- |
| 1    | 6 سبتمبر 2016  | ملعب كوستاريكا الوطني، سان خوسيه، كوستاريكا         | 14   | بنما             | 3–0   | 3-1   | تصفيات كأس العالم 2018 |
| 2    | 11 نوفمبر 2016 | ملعب هاسلي كروفورد، بورت أوف سبين، ترينيداد وتوباغو | 16   | ترينيداد وتوباغو | 2-0   | 2-0   | تصفيات كأس العالم 2018 |
| 3    | 16 نوفمبر 2018 | ملعب آيل تنينتي، رانكاغوا، تشيلي                    | 26   | تشيلي            | 3–0   | 3-2   | ودي                    |

## روابط خارجية
- الملف الشخصي في إف سي سينسيناتي